# Kõo (ancienne commune)

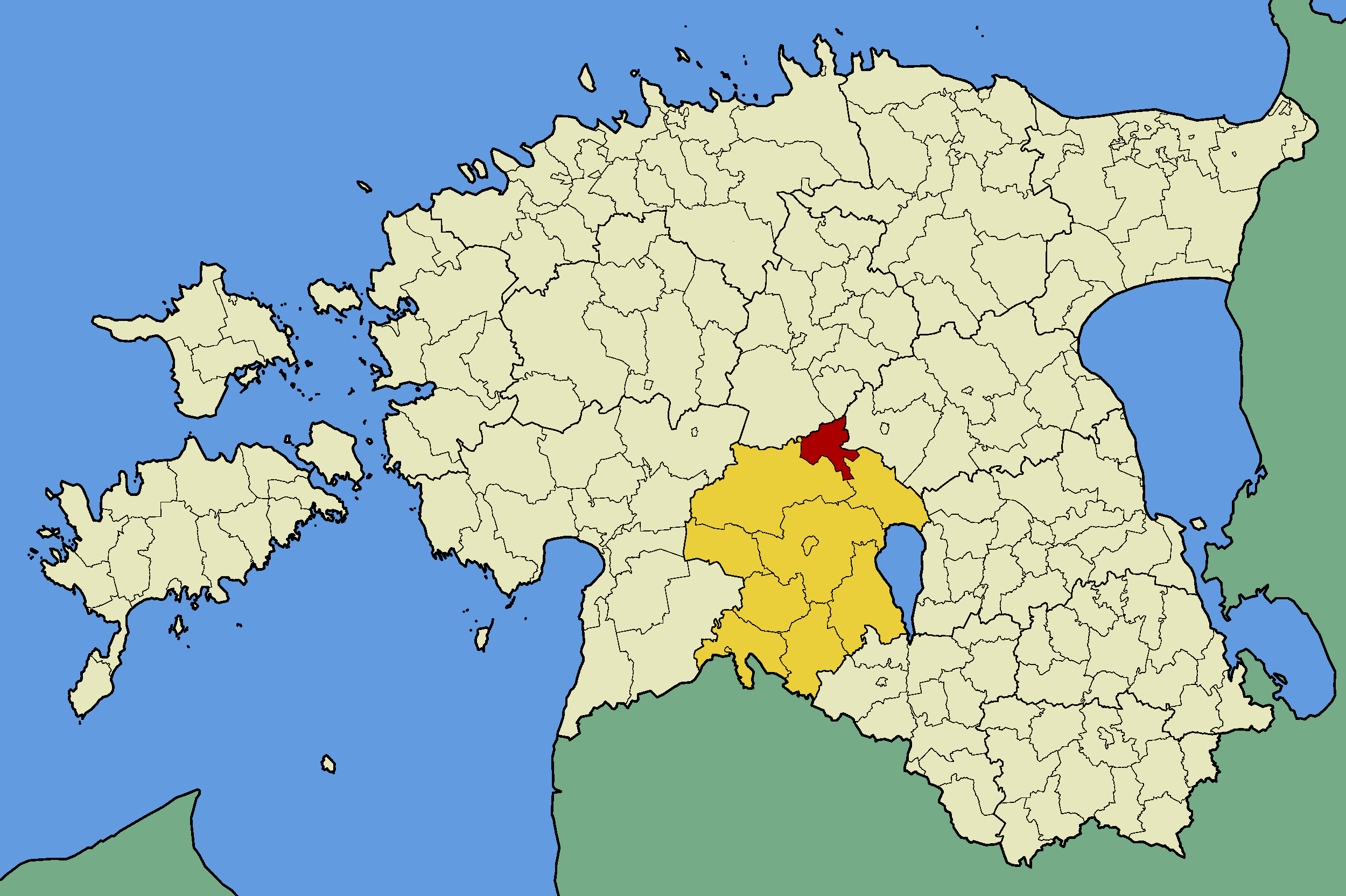
Localisation de l'ancienne commune de Kõo (en rouge) dans le comté de Viljandi (en jaune).

Kõo est une ancienne commune située dans le comté de Viljandi en Estonie, dont le chef-lieu était Kõo.

## Géographie
Elle s'étendait sur 149,46 km2 à l'extrémité nord du comté de Viljandi.
Elle comprenait les villages d'Arjassaare, Arussaare, Kangrussaare, Kirivere, Koksvere, Kõo, Loopre, Maalasti, Paaksima, Paenasti, Pilistvere, Saviaugu, Soomevere, Unakvere et Venevere.

## Histoire
À l'époque de l'Empire russe, elle portait le nom de Wolmarshof en allemand qui était la langue officielle des provinces baltes de Livonie, de Courlande et d'Estland jusqu'en 1919.
Elle constitue une commune jusqu'à la réorganisation administrative d'octobre 2017, quand elle est supprimée et fusionnée avec Kõpu, Suure-Jaani et Võhma pour former la nouvelle commune de Põhja-Sakala.

## Démographie
La population, en constante diminution depuis les années 1990, s'élevait à 1 159 habitants en 2011 et à 1 038 habitants en 2017.